# Finca Bonavista
La Finca Bonavista és una obra del barri de Sant Gervasi-Galvany de Barcelona, inclosa a l'Inventari del Patrimoni Arquitectònic de Catalunya.

## Descripció
Casal de planta rectangular amb algunes construccions annexes. Té una gran façana amb un portal petit i quatre balcons i altres finestrals. La teulada té forma de terrat. En el cos afegit hi ha cinc finestrals de punt rodó, alguns cegats.

## Notícies històriques
Aquesta masia, en enderrocar-se el castell de l'Oreneta, probablement restà sense ús, malgrat estar situada dins d'un bon entorn de conreu i una gran vegetació.
Els últims anys, la casa fou habilitada com a taverna i servien menjars, tot i que actualment està abandonada.